# 자오권

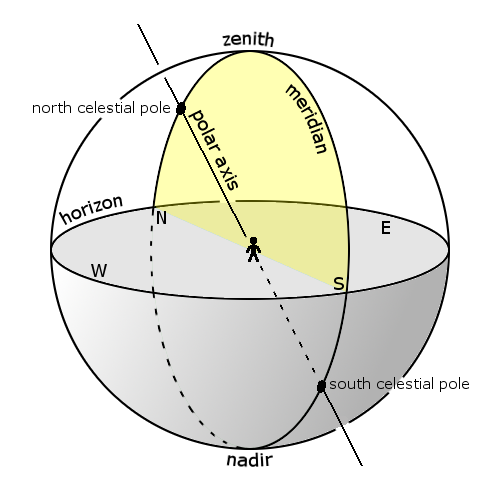
천구를 지나는 지오선

천문학에서 자오선(子午線, meridian)은 천구의 두 극점과 천정을 지나는 대원을 말하며, 자오선이 지나는 지역을 자오권(子午圈)이라고 한다.

## 같이 보기
- 경선
- 위선
- 묘유권